# Russell (cráter)

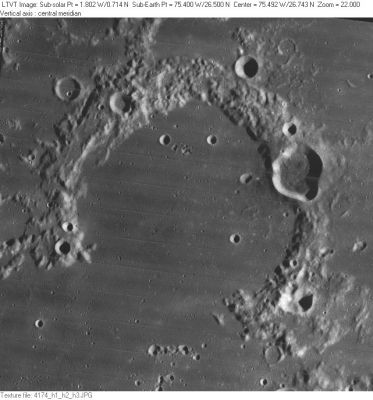
Fotografía de la misión Lunar Orbiter 4

Russell son los restos inundados de lava de un cráter de impacto lunar. Se encuentra en la parte occidental del Oceanus Procellarum, cerca del limbo lunar occidental. Como resultado, presenta una forma oblonga debido al escorzo. Al sur-suroeste de Russell, la  zona en común con el cráter Struve ha desaparecido bajo la lava, y los bordes de los dos cráteres forman un contorno en forma de ocho con una amplia brecha donde se unen. Al este de Russell se halla Briggs, y al sureste, adyacente a Struve, aparecen los restos inundados de lava de un cráter llamado Eddington.
|  |

El borde de Russell es irregular y aparece muy desgastado, con múltiples impactos de cráteres superpuestos sobre la pared. El mayor de estos es Briggs A en el borde oriental. Al norte de Russell se localizan los restos inundados de lava de varios otros cráteres más pequeños. El suelo inundado de lava de Russell es plano y nivelado, acorde con el perfil del mar lunar circundante. Carece de pico central.
En el pasado Russell fue designado como Otto Struve A, porque se suponía que podía formar parte del gran cráter Struve. El cráter Eddington, situado al sur, en ocasiones también aparece designado como Otto Struve A en mapas lunares antiguos.

## Cráteres satélite
Por convención estos elementos se identifican en los mapas lunares colocando la letra en el lado del punto central del cráter más cercano a Russell.
|         | \| Russell \| Coordenadas \| Diámetro \| \| ------- \| ----------------------------- \| -------- \| \| B \| 26°24′N 78°12′O / 26.4, -78.2 \| 19 km \| \| E \| 28°36′N 74°30′O / 28.6, -74.5 \| 9 km \| \| F \| 28°00′N 76°24′O / 28.0, -76.4 \| 9 km \| \| R \| 28°42′N 75°18′O / 28.7, -75.3 \| 45 km \| \| S \| 29°24′N 77°06′O / 29.4, -77.1 \| 25 km \| |          |
| Russell | Coordenadas | Diámetro |
| B       | 26°24′N 78°12′O / 26.4, -78.2 | 19 km    |
| E       | 28°36′N 74°30′O / 28.6, -74.5 | 9 km     |
| F       | 28°00′N 76°24′O / 28.0, -76.4 | 9 km     |
| R       | 28°42′N 75°18′O / 28.7, -75.3 | 45 km    |
| S       | 29°24′N 77°06′O / 29.4, -77.1 | 25 km    |